# Nudo de corbata Windsor

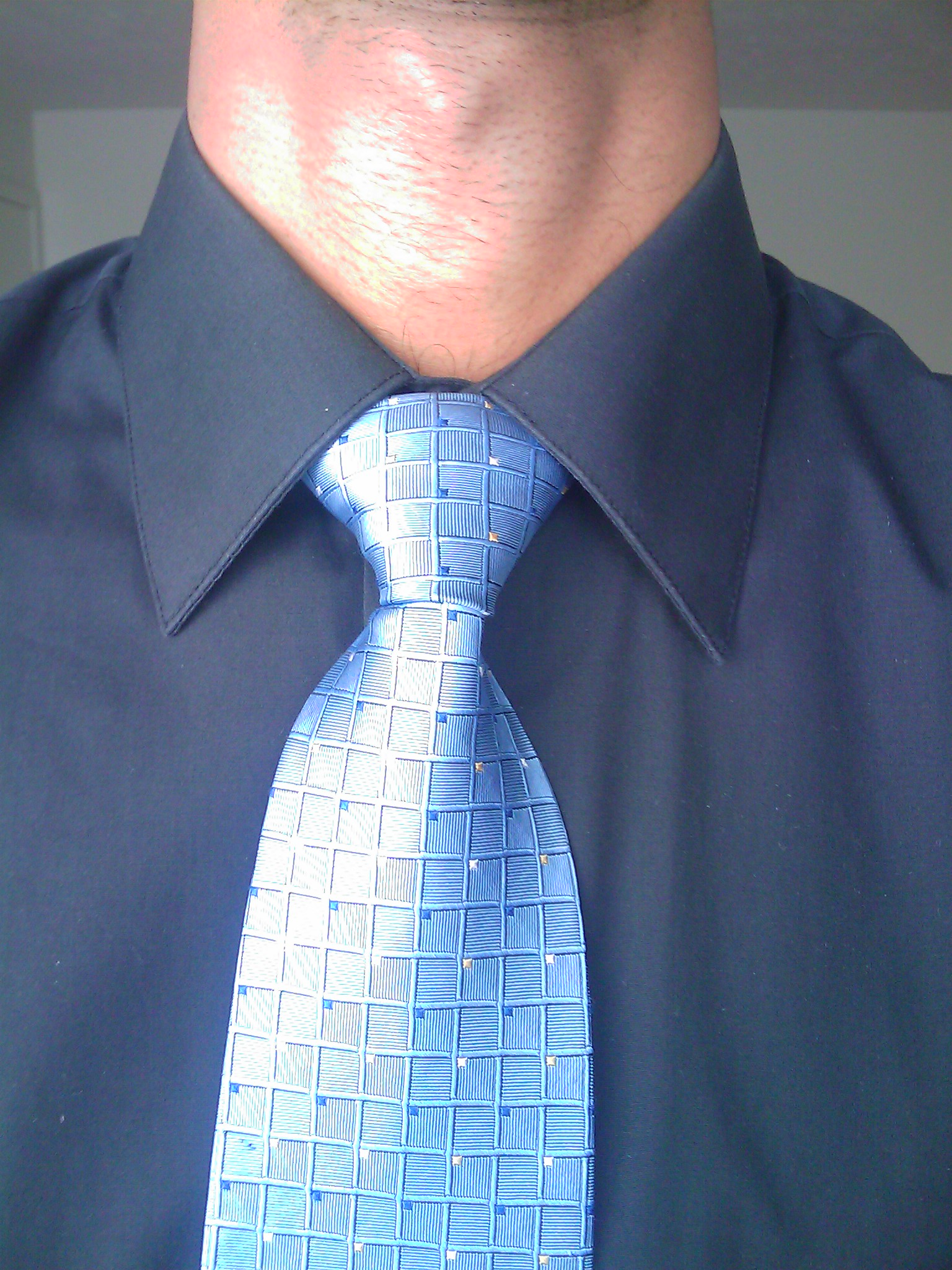
Ejemplo de un nudo de corbata Windsor.

El nudo de corbata Windsor, también llamado nudo Windsor simple para diferenciarlo de otros nudos con nombres similares, es un método de anudar corbatas alrededor del cuello de una persona y de la prenda. El nudo Windsor, comparado con otros métodos, produce un nudo triangular simétrico. 

## Historia
El origen del nombre es atribuido al duque de Windsor (rey Eduardo VIII del Reino Unido luego de su abdicación), aunque su invención fue muy probablemente obra de su padre, el rey Jorge V del Reino Unido. El duque prefería un nudo ancho, por lo que mandaba hacer sus corbatas con una tela más gruesa para producir este efecto cuando anudaba su corbata con el nudo tradicional. El nudo Windsor no fue inventado para imitar los nudos más anchos que hacía el duque con corbatas regulares. Aunque algunas versiones le atribuyen la autoría del nudo a Domenico Scappino (como se lo llama también en italiano), no ha sido posible encontrar una fuente que respalde esta versión que no provenga de la propia compañía homónima. El nudo Windsor es usado en ocasiones más formales, y es más apropiado para cuellos más abiertos o "cortados" donde se puede acomodar un nudo más ancho. Para poder usar un nudo Windsor correctamente, la corbata debe ser 40 cm más larga de lo normal, hecho que queda más evidente en personas más altas.

## Cómo hacer el nudo
Para realizar este nudo es necesario, primeramente, que ambas partes de la corbata se coloquen de manera asimétrica. La parte más ancha se deja más larga que la parte más estrecha de la corbata. Seguidamente se debe:
1. Empezar con la corbata sobre el cuello, con la costura hacia dentro y el extremo ancho de la corbata hacia la derecha.
2. Cruzar el extremo ancho sobre el estrecho.
3. Lleve el extremo ancho hacia dentro y hacia arriba, de modo que pase por debajo de la intersección y salga por debajo del cuello.
4. Lleve el extremo ancho hacia la derecha.
5. Llevar el extremo ancho hacia dentro y hacia la izquierda de modo que pase por debajo de la intersección y salga hacia la izquierda.
6. Llevar el extremo ancho hacia el centro.
7. Llevar el extremo ancho hacia dentro y hacia abajo, de modo que pase por debajo de la intersección y salga hacia la derecha.
8. Llevar el extremo ancho hacia la izquierda.
9. Llevar el extremo ancho hacia dentro y hacia arriba para que pase por debajo de la intersección y salga por debajo del cuello.
10. Lleve el extremo ancho hacia abajo y enrósquelo entre el segmento horizontal más delantero y el resto del nudo. Tire suavemente de ambos extremos para apretarlos.[2]